# Aneityum jezik
Aneityum jezik (aneiteum, aneiteumese, anejom; ISO 639-3: aty), jedan od devet južnovanuatuskih jezika, šire centralne-istočne oceanijske skupine, kojim se služi oko 900 ljudi (Lynch and Crowley 2001) na otoku Aneityum u Vanuatuu.
Unutar skupine ovaj jezik čini posebnu podskupinu. Pismo: latinica.

## Vanjske poveznice
- Ethnologue (14th)
- Ethnologue (15th)